# Fornace Palli
La Fornace Palli è stata una storica fornace di laterizi, situata a Bressana Bottarone, fondata nel 1712 e caduta in disuso nei primi anni '70.

## Storia
La fornace Palli  è stata una delle fornaci di laterizi più importanti nell'Oltrepò Pavese.
Fu edificata nel 1712 a Bressana Bottarone dalla società "Carlo Palli&Figli", costituita dal padre, Carlo Palli, noto imprenditore nel settore laterizio di quell'epoca, che scese da Pura, in Svizzera, all'Oltrepò Pavese  per impiantarvi una catena di fornaci, e, successivamente, Edoardo Palli, suo figlio, al quale, nel 1963 verrà intitolata la scuola media di Bressana Bottarone.

## Struttura e architettura
Negli anni ’50- ’60 lo stabilimento Palli di Bressana contava cinque ciminiere. I capannoni, costruiti in periodi successivi, occupavano un’ampia area delimitando tre cortili. 
Nei primissimi anni ’60, all’interno del complesso di via IV Novembre, c’erano tre fornaci: una per la produzione di tegole marsigliesi, una di tegole catramate e una per la produzione di mattoni forati e coppi.

## Ciclo produttivo
Inizialmente l’argilla veniva estratta dalle cave e trasportata con vagoncini nella fornace.
Mediante macchine speciali veniva bagnata e omogeneizzata. Si ottenevano panetti di argilla che venivano posti da un operaio nella pressa. Un operaio toglieva la tegola dalla pressa e la depositava su un nastro trasportatore per il successivo essiccamento. Dall’essiccatoio le tegole venivano trasportate, tramite nastro, al forno, dove un operaio provvedeva a sistemarle per la cottura e ad estrarre il prodotto cotto. Successivamente, con carriole, le tegole venivano portate nel cortile della fornace e accatastate. Al fuochista spettava il compito di alimentare e garantire il continuo funzionamento del forno.
Oggi della fornace Palli non esiste più traccia. I capannoni sono stati abbattuti per far posto ad un’area di edilizia residenziale.

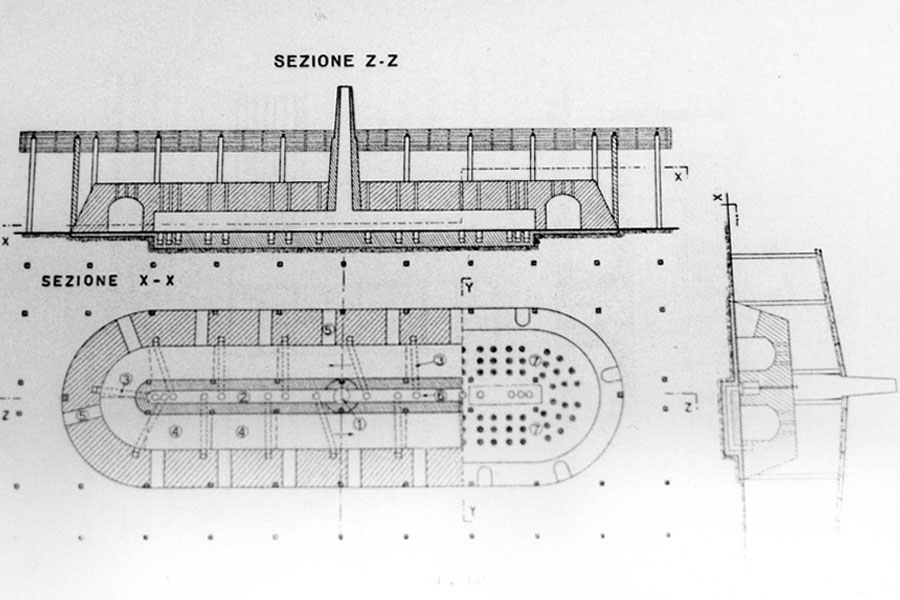
Sezione della fornace